# Războiul italian din 1521–1526
Războiul italian din 1521–1526, uneori cunoscut sub numele de Războiul de Patru Ani, (în franceză Sixième guerre d'Italie) a făcut parte din războaiele italiene. Războiul a fost un conflict între Francisc I al Franței și Republica Veneția cu Sfântul Împărat Roman Carol al V-lea, Henric al VIII-lea al Angliei și Statele Papale. A apărut din animozitatea față de alegerea lui Carol ca împărat în 1519–1520 și din nevoia Papei Leon al X-lea de a se alia cu Carol împotriva lui Martin Luther.
Războiul a izbucnit în Europa de Vest la sfârșitul anului 1521, când o expediție franco-navarreză a încercat să recucerească Navarra în timp ce o armată franceză invada Țările de Jos. O armată spaniolă a alungat forțele navarreze înapoi în Pirinei, iar alte forțe imperiale au atacat nordul Franței, unde au fost oprite pe rând.

Lupte în Lombardia (1521-1525)

În 1521, Carol al V-lea și Henric al VIII-lea au semnat Tratatul de la Bruges în secret împotriva Franței, iar ostilitățile au reînceput în Peninsula Italiană. În Bătălia de la Bicocca din 27 aprilie 1522, forțele imperiale și papale i-au învins pe francezi, alungându-i din Lombardia. În urma bătăliei, lupta s-a revărsat pe pământul francez, în timp ce Veneția a încheiat o pace separată. Englezii au invadat Franța în 1523, în timp ce liderul militar francez Charles de Bourbon, înstrăinat de încercările lui Francisc de a-și pune mâna pe moștenire, l-a trădat pe Francisc și s-a aliat cu împăratul. Eșecul unei încercări franceze de a recâștiga Lombardia în 1524 i-a oferit lui Bourbon ocazia de a invada Provence în fruntea unei armate spaniole.

Campania din Pavia

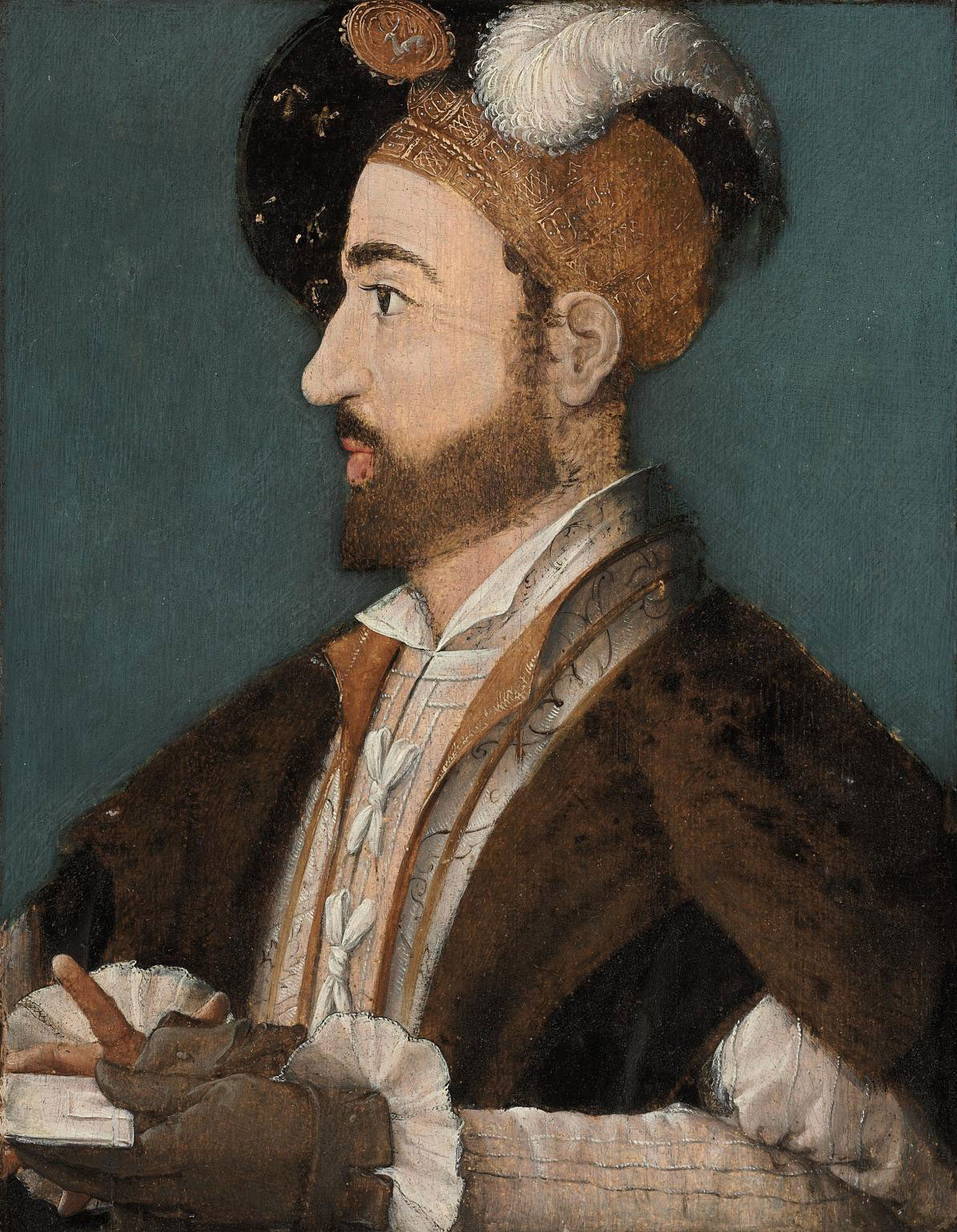
Charles de Bourbon

Francisc a condus un al doilea atac asupra Milanului în 1525. Înfrângerea sa dezastruoasă în bătălia de la Pavia, unde a fost capturat de căpitanul imperial Charles de Lannoy și mulți dintre nobilii săi de rang înalt au fost uciși, a dus la sfârșitul războiului. Francisc a fost închis în orașul lombard Pizzighettone și apoi la Madrid. Manevrele diplomatice de a-i obține eliberarea au inclus o misiune franceză trimisă de mama sa, Louise de Savoia, la curtea lui Suleiman Magnificul, care a dus la un ultimatum otoman către Carol. Această aliere fără precedent între monarhii creștini și musulmani a provocat un scandal în lumea creștină și a pus bazele alianței franco-otomane. Suleiman a invadat Ungaria în vara lui 1526, învingând aliații lui Carol în bătălia de la Mohács. În ciuda acestor eforturi, Francisc a semnat Tratatul de la Madrid, renunțând la pretențiile sale asupra Italiei, Artois, Flandra și Burgundia. La câteva săptămâni după eliberare, el a respins termenii tratatului, demarând al șaptelea război italian (1527 - 1529), numit și Războiul Ligii Cognacului. Războaiele italiene au continuat încă trei decenii, s-au încheiat cu Franța nereușind să recâștige niciun teritoriu important în Italia.

## Legături externe
Materiale media legate de Războiul italian din 1521–1526 la Wikimedia Commons
- Black, Jeremy (2006). War in European History, 1494–1660. Washington, D.C.: Potomac Books. ISBN 978-16123-4-327-3.
- Guicciardini, Francesco (1968) [1537–1540]. The History of Italy. Tradus de Sydney, Alexander. Princeton: Princeton University Press. ISBN 978-0-691-00800-4.